# 6 fotogrammi
6 fotogrammi (6 кадров) è stato un programma televisivo d'intrattenimento russo, andato in onda dall'5 marzo 2006 al 3 marzo 2015 sul canale STS. Il programma era composto da 8 stagioni, per un complessivo di 321 puntate.

## Descrizione
Gli sketch del programma ironizzavano su svariate scene della vita quotidiana e non prevedevano personaggi fissi o ricorrenti.
Lo spettacolo presentava anche parodie di personaggi storici, come per esempio:
- governanti e politici, quali Ivan IV di Russia, Pietro I di Russia, Caterina II di Russia, Lenin, Iosif Stalin, Leonid Il'ič Brežnev e Michail Illarionovič Kutuzov;
- poeti e scrittori, quali Aleksandr Sergeevič Puškin, Nikolaj Vasil'evič Gogol' e Lev Tolstoj;
- scienziati, come Dmitrij Ivanovič Mendeleev e Aleksandr Stepanovič Popov.

## Premi e riconoscimenti
- 2011 – Rinoceronte d'oro 2011 al «Miglior Sketch»
- 2011 - Premio TEFI al «Direttore del programma televisivo»[5]